# مارسيل غانم
مارسيل غانم(4 أبريل 1964-) محامٍ ومقدّم برامج وإعلامي لبناني، ذاع صيته ببرنامجه السياسي كلام الناس على قناة أل بي سي ويعمل كأستاذ في كلية الإعلام بجامعة القديس يوسف، وشقيق جورج غانم مدير الأخبار والبرامج السياسية في ال بي سي سابقا. استقال من أل بي سي ويقدم الآن برنامج صار الوقت الذي يعرض على شاشة أم تي في كل خميس بعد النشرة المسائيّة.

## حياته الخاصة
ولد مارسيل غانم في يحشوش في محافظة جبل لبنان في لبنان في العام 1964 ولم يتزوج 

## العمل الإعلامي
أثناء دراسته للحقوق في الجامعة اللبنانية، خضع وهو على مقاعد الدراسة لاختبار صوتي وإنشائي أجرته إذاعة لبنان الحر، فبدأ عمله مذيعا لنشرات الأخبار، ثم تسلم مهام تحريرية وانتقل بعدها إلى مديرية الأخبار عقب سنوات معدودة. هذه التجربة قادته إلى التلفزيون عام 1991، فظهر في برنامج (كلام مسؤول)

## برامجالتوك شو
- أول برنامج تلفزيوني لمارسيل غانم كان مشتركا بين إذاعة لبنان الحر والـ(المؤسسة اللبنانية للإرسال) وقد قدمه بالتعاون مع مي شدياق وكان اسمه (كلام مسؤول).
- في العام 1995 وقف غانم على مسرح lbci وتوّج دينا عازار «ملكة جمال لبنان» إلى جانب مي شدياق
- في عام 1995 بدأ بتقديم برنامج (كلام الناس) عبر شاشة المؤسسة اللبنانية للإرسال، مساء كل خميس حتى آخر حلقة في 29 آذار 2018 ليعلن بأنه غادر المؤسسة التي عمل فيها على مدى أكثر من ثلاثة وعشرين عاما.[6]

انتقل بعدها إلى محطة إم تي في اللبنانية ليقدم برنامج «صار الوقت» في 4 أكتوبر 2018 كل خميس، كما قدم سهرة انتخاب «ملكة جمال لبنان» 2018 بمشاركة أنابيلا هلال

## إثارة الجدل
اتهمت الاعلامية مي شدياق مارسيل غانم بمضايقتها فاستقالت من ال بي سي كما سبقتها الاعلامية جيزيل خوري في الاستقالة وأيضا" اتهمت في أكثر من تصريح مارسيل غانم بمضايقتها لكنهما نفتا ذلك
وتعرض لانتقادات قوية في السنوات الماضية خصوصا" في الاعلام المكتوب لناحية موضوعيته ونزاع ال بي سي القضائي على الملكية مع القوات اللبنانية.

## مثوله أمام القضاء اللبناني
في 4 كانون الثاني 2018، مثل أمام قاضي التحقيق في جبل لبنان نقولا منصور، في الإدعاء المقدم بوجهه من قبل وزير العدل سليم جريصاتي إثر حلقة كلام الناس بتاريخ 10 تشرين الثاني 2017. وكان صحافيان سعوديان من ضيوف الحلقة اعتبروا رئيس الجمهورية ميشال عون ومجلس النواب نبيه بري ووزير الخارجية جبران باسيل «شركاء في الإرهاب» بسبب موقفهم من حزب الله. تبعا لذلك، طلب وزير العدل سليم جريصاتي من النائب العام التمييزي سمير حمود إجراء التعقبات اللازمة بحق كل من مدير الأخبار في المؤسسة الإعلامية للإرسال جان فغالي والصحافيين السعوديين إلى جانب غانم الأمر الذي اعتبرته المؤسسة اللبنانية هدفا للمس بها، وعبرها بحرية الاعلام في لبنان.

## تكريمات
- الأردن: تكريم من مهرجان الأردن للإعلام بدورته الرابعة 2021[11]